# Heidelberg
Heidelberg (régebben Heidelberga) város Németországban, Baden-Württemberg tartományban. Területe: 108,83 km².

## Fekvése
A város több vasútvonal találkozásánál, a Neckar völgyében terül el; ott, ahol a folyó a közép-rajnai síkságra kilép. A Neckar mentén mintegy 3 km hosszan elnyúló város két partját három híd köti össze (melyekből az Alte Brücke-n ma már csak gyalogosok közlekedhetnek). Tengerszint feletti magassága: 116 m. A környező dombok 300-500 méterre nyúlnak fel. Északról Dossenheim, nyugatról Eppelheim, délről Leimen településsel határos.

## Története
Heidelberg helyén már a 3. században egy római telep állt. A mostani Heidelberg eredetileg a wormsi püspök hűbérbirtoka volt. Ottó választófejedelem (1228- 1253) tette először székhelyévé; meg is maradt Pfalz fővárosának 1720-ig. 1196-ban íródott az első írásos emlék a városról.
A 16. században Ottheinrich választófejedelem alatt államvallás lett a kálvinizmus. Az 1590-es évektől kezdve számos református magyar diák tanult a Heidelbergi Egyetemen. 1563-ban itt jelent meg a Heidelbergi káté, amely a református egyház alapvető hittételeit tartalmazza. 1622-ben Tilly elfoglalta és megsarcolta a várost; 1689-ben ugyanezt tették vele a Mélae vezérelte franciák, akik azután 1693-ban feldúlták. 1720-ban Károly Fülöp a székhelyét áttette Mannheimba, 1803-ban pedig Heidelberget Badenhez csatolták.

## Látnivalók
Az óváros (Altstadt) az UNESCO világörökség része.
A legkiválóbb épületek:
- a Marktplatzon álló templom, amelyet 1400-ban Ruprecht császár alapított, az alapítónak és nejének síremlékével
- az evangélikus Péter-templom
- az 1704-ben épített városháza
- a kémiai laboratórium, amely előtt Wrede bajor hadvezér bronzszobra áll
- egyéb egyetemi épületek

Megtekintésre leginkább méltó részletek:
- az Elisabethenthor
- a négy gránit-oszlop a kastély kútja körül, amelyek Nagy Károly ingelheimi palotájából kerültek ide
- a Friedrichsbauban a templom, amelyben érdekes régiséggyűjteményt őriznek
- az 1751-ben épült nagy heidelbergi hordó, amely 7 m átmérőjű és 10 m hosszú
- Miként a város fekvése, úgy környéke is igen szép; a kastély fölött van a hohenstaufi Konrád egykori kastélyának helyén a Molkenkur nevű vendéglő, ahonnan az egész környékre igen szép kilátás nyílik

### A várkastély
A híres heidelbergi várkastély a város tőszomszédságában, a Geisberg egy nyúlványán, a Jettenbühelen áll; részben még ép, részben lerombolt épületekből áll. A kastélyt, amely egy négyszöget alkot, III. Ruprecht választó és német király kezdte építtetni, V. Lajos (1503-44), II. Frigyes (1544-56), Henrik Ottó (1557 körül), IV. Frigyes (1600 körül) és V. Frigyes, a téli király folytatták és fejezték be. Az egész kastély egy nagy négyszöget alkotott kerek szöglettornyokkal; késő reneszánsz stílusban épült (a gazdag plasztikai díszítésekkel ellátott Ottó-Henrik szárnyképét).
Anton Praetorius 1595-ben fogalmazta meg a „Heidelbergi kastély első óriás hordójá“-ról készült legrégebbi latin nyelvű leirást. A franciák 1689 és 1693 között jó részét feldúlták; az emberek romboló munkáját 1764-ben egy villámcsapás folytatta és azóta a kastély egy része rom. 1883 óta a badeni (ma a baden-württembergi) kormány a kastély fenntartására, illetőleg restaurálására évenként tetemes összegeket fordít.

### Az egyetem
Heidelbergnek főképpen egyeteme, a Ruperto-Carola kölcsönöz jelentőséget. A német birodalomban a legrégibb egyetemként, 1386-ban I. Ruprecht pfalzi választó alapította a párizsi egyetem mintájára; Őszinte Fülöp korában (1476-1508) nagy hírt szereztek számára tanárai: Georgius Agricola, Johannes Reuchlin és Johannes Oecolampadius. A reformáció behatása alatt újjáalakult; Zacharias Ursinus és Caspar Olevianus, a Heidelbergi káté szerzői itt tanítottak és a kálvinizmus jelentős iskolájává tették. Amikor 1622-ben Tilly elfoglalta a várost és híres könyvtárát, a Bibliotheca Platinát Rómába küldte, az egyetem is megszűnt működni, de 1652-ben Károly Lajos választó ismét helyreállította. 1689 és 1693 után, amint a franciák Heidelberget elfoglalták, az egyetem több éven át ismét szünetelt; a 18. században is csak tengődött. A francia forradalmat követő háborúkban csaknem minden birtokát elvesztette és a teljes feloszláshoz volt közel, míg végre 1803 után Károly Frigyes badeni nagyherceg, aki Heidelberget megkapta, jelentékeny adományokkal újra felélesztette. A 19. század végén öt fakultása volt (teológiai, jogi, orvosi, filozófiai és természettudományi); a docensek száma 117, a hallgatóké 1294, a klinikák, szemináriumok, laboratóriumok, intézetek száma 29 volt. 2004-ben több mint 27 000 hallgatója volt.

### Múzeumok
- Ägyptisches Museum Heidelberg – Egyiptomi múzeum
- Carl Bosch Museum Heidelberg – Carl Bosch Múzeum
- Deutsches Apotheken-Museum – Gyógyszertármúzeum
- Deutsches Rugby-Sportmuseum – Rögbi sportmúzeum
- Deutsches Verpackungsmuseum – Csomagolásmúzeum
- Dokumentations- und Kulturzentrum Deutscher Sinti und Roma
- Heidelberger Kunstverein
- Heidelberger Schloss – Heidelberg kastély
- John Rabe Communication Centre Heidelberg – John Rabe Kommunikációs Központ
- Kurpfälzisches Museum der Stadt Heidelberg
- Museum für sakrale Kunst und Liturgie – Szakrális Kultúra és Liturgia Múzeum
- Museum Haus Cajet
- Stiftung Reichspräsident Friedrich Ebert Gedenkstätte
- Textilmuseum Max Berk – Max Berk Textilmúzeum
- Völkerkundemuseum – Népművészeti Múzeum

## Lakosság
| Év                  | Lakosság (fő) |
| ------------------- | ------------- |
| 1439                | 5200          |
| 1588                | 6300          |
| 1717                | 4800          |
| 1784                | 10 754        |
| 1810                | 10 312        |
| 1812                | 9826          |
| 1830                | 13 345        |
| 1852. december 1. ¹ | 14 564        |
| 1858. december 1. ¹ | 15 600        |
| 1861. december 3. ¹ | 16 300        |
| 1864. december 3. ¹ | 17 666        |
| 1867. december 3. ¹ | 18 300        |
| 1871. december 1. ¹ | 19 983        |
| 1875. december 1. ¹ | 22 334        |

| Év                  | Lakosság (fő) |
| ------------------- | ------------- |
| 1880. december 1. ¹ | 24 417        |
| 1885. december 1. ¹ | 26 900        |
| 1890. december 1. ¹ | 31 739        |
| 1895. december 2. ¹ | 35 190        |
| 1900. december 1. ¹ | 40 121        |
| 1905. december 1. ¹ | 49 527        |
| 1910. december 1. ¹ | 56 016        |
| 1916. december 1. ¹ | 47 554        |
| 1917. december 5. ¹ | 47 483        |
| 1919. október 8. ¹  | 60 831        |
| 1925. június 16. ¹  | 73 034        |
| 1933. január 16. ¹  | 84 641        |
| 1939. május 17. ¹   | 86 467        |
| 1945. december 31.  | 95 811        |

| Év                     | Lakosság (fő) |
| ---------------------- | ------------- |
| 1946. október 29. ¹    | 111 488       |
| 1950. szeptember 13. ¹ | 116 488       |
| 1956. szeptember 25. ¹ | 121 910       |
| 1961. június 6. ¹      | 125 264       |
| 1965. december 31.     | 125 507       |
| 1970. május 27. ¹      | 129 656       |
| 1975. december 31.     | 129 368       |
| 1980. december 31.     | 133 227       |
| 1985. december 31.     | 134 724       |
| 1987. május 25. ¹      | 127 768       |
| 1990. december 31.     | 136 796       |
| 1995. december 31.     | 138 781       |
| 2000. december 31.     | 140 259       |
| 2005. december 31.     | 142 933       |

¹ Népszámlálás
| Lakosok száma | 133 566 | 130 206 | 130 134 | 134 386 | 127 768 | 138 964 | 140 259 | 145 311 | 152 113 | 162 960 |
|               | 1961    | 1968    | 1974    | 1981    | 1987    | 1994    | 2000    | 2007    | 2013    | 2023    |

## Híres emberek
- Max Weber szociológus 1882-ben kezdte meg jogi tanulmányait a Heidelbergi Egyetemen, ahol főszakként azonos nevű, jogászként és politikusként tevékenykedő édesapja szakterületét választotta.
- Lénárd Fülöp, Nobel-díjas fizikus, egyetemi tanár, a Magyar Tudományos Akadémia tagja a Heidelbergi Egyetemen szerezte meg a doktorátusát 1886-ban.
- Lukács György filozófus 1912-1917 között Heidelbergben élt.
- Itt hunyt el 1976. szeptember 8-án Caesar Rudolf Boettger német malakológus.
- Itt hunyt el 1980. július 19-én Szent-Iványi Domokos magyar diplomata.

## A város szülöttei
- VIII. Ráma 1925–1946 thaiföldi király (uralkodott 1935–1946 között)
- Szilvia svéd királyné (1943)
- Frank "Franky" Ziegler, a Panik zenekar énekese (1987)
- Nelson Angelo Piquet, Formula–1-es pilóta (1985)

## Közlekedés
A városon halad át az Elsenztalbahn vasútvonal.

## Testvértelepülések
- Franciaország Montpellier 1961
- Egyesült Királyság Cambridge 1965
- Izrael Rehóvót 1983
- Ukrajna Szimferopol 1991
- Németország Bautzen 1991
- Japán Kumamoto 1992